# Revolución del 11 de septiembre de 1852
El 11 de septiembre de 1852 estalló en Buenos Aires, capital de Argentina, una revolución o golpe de Estado, que significó una reacción de la provincia de Buenos Aires contra las condiciones políticas impuestas por el predominio de Justo José de Urquiza después de triunfar en la batalla de Caseros sobre Juan Manuel de Rosas.
La batalla de Caseros había abierto la etapa denominada "Organización Nacional", en que todas las facciones políticas estaban de acuerdo en la sanción de una Constitución para todo el país. No obstante, las clases dirigentes de Buenos Aires pretendían, en oposición al resto del país, imponer condiciones políticas a las provincias argentinas, de manera tal que se mantuviera la tradicional preeminencia política y económica de la ciudad capital.
El resultado fue la separación –que duró diez años– entre la Confederación Argentina y el Estado de Buenos Aires. Ambos Estados pregonaban pertenecer a una sola nación, pero en la práctica se comportaban como entidades separadas.

## Antecedentes

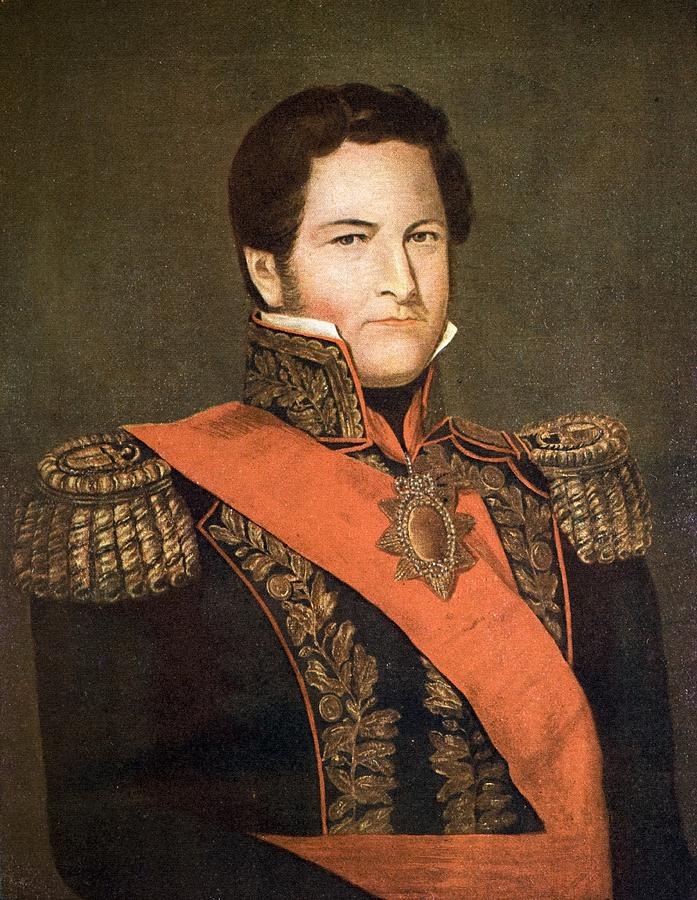
Juan Manuel de Rosas fue gobernador de la provincia de Buenos Aires y manejó la Confederación entre 1835 y 1852.

Tras el fracaso de las constituciones de 1819 y de 1826, rechazadas por las provincias del interior por su tendencia unitaria, el Partido Federal alcanzó la hegemonía de todos los gobiernos provinciales, victoria que le costó tres décadas de guerras civiles. A pesar de la derrota definitiva de las posiciones unitarias y la muerte o el exilio de sus principales figuras, las provincias no pudieron imponer una organización constitucional de tinte federal. Su principal obstáculo estaba en la provincia de Buenos Aires, a pesar de que desde 1827 en adelante, todos sus gobernantes fueron federales.
Durante el gobierno de Rosas de Juan Manuel de Rosas, desde 1835, éste impuso su criterio de postergar la sanción de una Constitución Nacional hasta que las provincias interiores estuvieran en paz y organizadas interiormente. Por otra parte, esto favorecía la imposición a las provincias de numerosos privilegios a favor de la provincia de Buenos Aires, especialmente el dominio económico a través del monopolio aduanero, y la representación de todas en las relaciones exteriores.

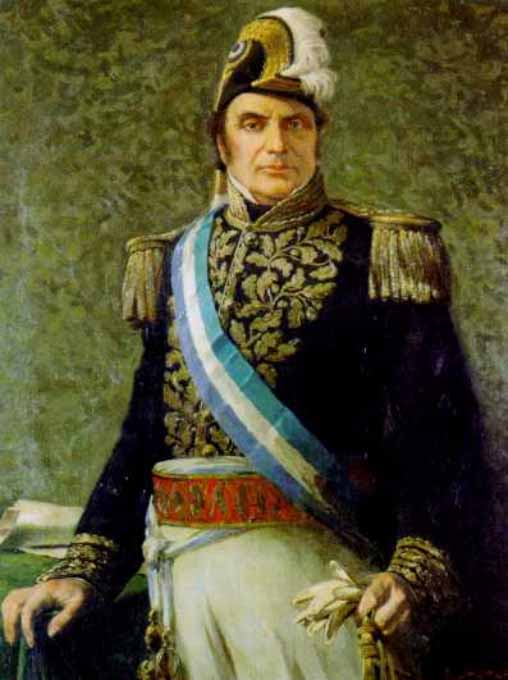
Justo José de Urquiza derrotó a Rosas en Caseros y asumió como Presidente de la Confederación, ahora sin la provincia de Buenos Aires, que formó un estado aparte.

Una alianza de sectores de los dos partidos tradicionales, los unitarios, algunos de los federales del interior del país, el Imperio del Brasil y el gobierno colorado del Uruguay se lanzó a enfrentar a Rosas, organizando el Ejército Grande –dirigido por el gobernador de la provincia de Entre Ríos, Justo José de Urquiza– y derrotándolo en la batalla de Caseros. Todos los grupos vencedores estaban de acuerdo en que el próximo paso era establecer las instituciones nacionales a través de una Constitución, pero a poco de andar se pudo ver que los unitarios –muchos de cuyos dirigentes habían pasado muchos años en el exilio y regresaron en los meses siguientes a la batalla– pretendían conservar la hegemonía de Buenos Aires.
Durante los primeros días posteriores a la batalla de Caseros, la preeminencia de Urquiza fue aceptada por todos. Este nombró gobernador interino a Vicente López y Planes el 4 de febrero; durante algunas semanas, una alianza entre unitarios y federales, simbolizada especialmente por la participación en el gabinete del líder unitario, Valentín Alsina, ejerció el gobierno provincial.
El 11 de abril, Urquiza llamó a elecciones para la Sala de Representantes, que dieron la victoria a los sectores unitarios, que de todos modos votaron gobernador titular al mismo López el 1 de mayo. Esta elección causó la renuncia de Alsina y del ministro de guerra, Manuel Escalada.

## El Acuerdo de San Nicolás

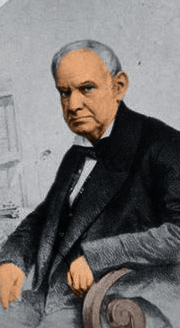
Vicente López y Planes fue nombrado gobernador interino por Urquiza.

Un acuerdo firmado el 6 de abril –en la casa de Rosas– por los cuatro gobernadores del litoral, conocido como el Protocolo de Palermo, encargó a Urquiza todos los poderes nacionales y las Relaciones Exteriores. También llamó a una reunión extraordinaria de todos los gobernadores provinciales en San Nicolás de los Arroyos. Unos días más tarde, una reunión de personalidades partidarias de Urquiza discutió un proyecto de acuerdo a ser presentado a los gobernadores, presentado por Juan Pujol. En la Sala de Representantes porteña, los liberales quisieron discutir ciertas condiciones a imponer en esa reunión; obviando esa discusión, el gobernador López partió hacia San Nicolás sin recabar la autorización de la Sala.
A la reunión en San Nicolás asistieron casi todos los gobernadores de provincia, y el 31 de mayo, los gobernadores firmaron el Acuerdo de San Nicolás, por el que se llamaba a un Congreso Constituyente, formado por dos diputados de cada provincia, que sancionaría una constitución. Entre otras disposiciones, se establecía también que los diputados debían concurrir con poderes plenos para votar según su conciencia, sin instrucciones que coartaran su libertad de acción, aunque las provincias podrían retirarlos y reemplazarlos de considerarlo oportuno. La disposición sobre los "plenos poderes" de los constituyentes había sido varias veces utilizada anteriormente por los gobiernos porteños, para presionar a los diputados a aceptar medidas opuestas a las exigidas por las provincias a través de las instrucciones dadas a sus representantes. La diferencia esencial era, esta vez, que la reunión del Congreso no sería en Buenos Aires, sino en Santa Fe. De modo que la presión la ejercería, no el gobierno porteño, sino el director Provisional de la Confederación Argentina: el mismo general Urquiza, que pagaba los sueldos de los diputados y había colocado en el gobierno al gobernador de Santa Fe.
Por otro lado, se otorgaba al general Urquiza el título de Director Provisorio de la Confederación Argentina, para que ejerciera el gobierno nacional con amplios poderes ejecutivos y legislativos.

## Las jornadas de junio

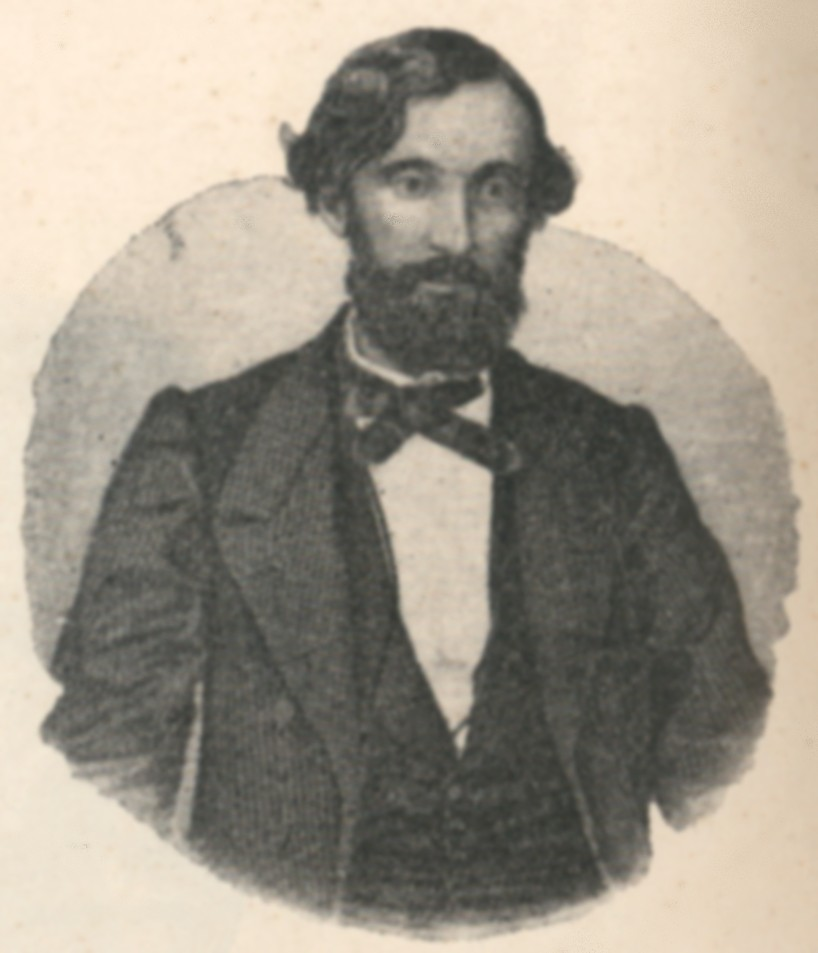
Bartolomé Mitre rechazaba el Acuerdo, sosteniendo que Vicente López no tenía la autorización de la Sala de Representantes para firmarlo.

En Buenos Aires, la noticia de la firma del Acuerdo de San Nicolás provocó la reacción de los sectores más recalcitrantes del unitarismo. Cuando el gobernador López, acompañado por el general Urquiza, llegaron a Buenos Aires, el 12 de junio, la prensa ya había levantado la opinión pública contra el Acuerdo. Anticipando lo que iba a ocurrir, un artículo en el periódico El Nacional, presumiblemente escrito por su director, Dalmacio Vélez Sársfield, finalizaba con una afirmación llamativa: 

"Un pueblo violentado no es posible gobernarlo: mañana se emancipará. Será, a toda hora, un poder inmenso que esté amenazando el poder existente. Lo vencerá al fin, porque los pueblos siempre vencen.

En la Sala de Representantes, el coronel Bartolomé Mitre pronunció una serie de discursos rechazando el Acuerdo, con la excusa de que el gobernador no había tenido autorización de la Sala para firmar el Acuerdo, y de que las atribuciones asignadas al Director Provisorio eran dictatoriales.
El Acuerdo no tenía defensores en la Sala, excepto por el diputado Francisco Pico y los ministros Juan María Gutiérrez y Vicente Fidel López –hijo del gobernador. Este último rechazó el supuesto derecho de los porteños a imponer sus condiciones al resto del país, con una frase muy conocida:

...amo como el que más al pueblo de Buenos Aires en donde he nacido. ¡Pero alzo mi voz para decir que mi patria es la República Argentina y no Buenos Aires!
Vicente Fidel López

El público, enardecido en contra del gobierno, impidió a López continuar su discurso. Al día siguiente, seguros ya de que el Acuerdo sería rechazado, renunciaron todos los ministros. Unas horas más tarde, también el gobernador presentó su renuncia, que fue aceptada de inmediato. El presidente de la legislatura, el anciano general Manuel Pinto, fue nombrado gobernador provisional.
Urquiza, que se encontraba en las cercanías de la ciudad de Buenos Aires, reaccionó enérgica e inmediatamente: el día 24 de junio, Pinto recibió una nota de él que decía:

Considero este estado de cosas completamente anárquico, y en esta persuasión me hallo completamente autorizado para llenar la primera de mis obligaciones, que es salvar la Patria de la demagogia, después de haberla salvado de la tiranía.
Justo José de Urquiza

Notificaba además que la Sala quedaba oficialmente disuelta, que asumía personalmente el Poder Ejecutivo. También cerró varios de los periódicos opositores, y expulsó de su territorio a los dirigentes más exaltados, incluyendo a Alsina, Mitre y Sarmiento. Si bien repuso oficialmente a López en el gobierno, este no asumió la totalidad de los poderes.

## Las vísperas
López dio por aprobado el Acuerdo por la provincia y llamó a elecciones, que tuvieron muy escasa asistencia, en las cuales se eligieron a Salvador María del Carril y Eduardo Lahitte como los dos diputados para concurrir al Congreso en Santa Fe. 
El 26 de julio –en desacuerdo con la orden de Urquiza de devolver los bienes confiscados a Rosas– Vicente López renunció definitivamente a la gobernación. Urquiza asumió el gobierno, en un antecedente de lo que la Constitución establecería con el nombre de intervención federal.
Durante su gobierno provincial, Urquiza envió en misión al Paraguay al doctor Santiago Derqui, a firmar tratados de libre navegación y reconocer la independencia de ese país, que había sido negada por Rosas en 1843. Simultáneamente, anunció la libre navegación de los ríos interiores, un viejo reclamo de las provincias del litoral, que los liberales porteños, opositores a Rosas, habían hecho suyo por razones ideológicas, pero la medida le atrajo más bien el odio de los antiguos rosistas, que veían a la provincia perder sus antiguos privilegios, y los acercó a las posiciones de los liberales.
Los dos meses posteriores al golpe de fuerza de Urquiza fueron de tensa calma: algunos de los exiliados regresaron, mientras la ciudad aceptaba con evidente mala gana la intervención y la ocupación militar. En público no hubo gestos agresivos hacia el general, e incluso su cumpleaños fue festejado en el recientemente creado Club del Progreso, pero los opositores avanzaban en planes de revolución, que Urquiza confiadamente ignoraba. 
A principios de septiembre, Urquiza entregó el poder político al jefe de las fuerzas entrerrianas y correntinas en la ciudad, general José Miguel Galán, en un gesto de preferencia por su propia provincia que desagradó a los jefes de las tropas correntinas, los generales Juan Madariaga y José María Pirán. El 8 de septiembre, Urquiza partió hacia Santa Fe, para inaugurar las sesiones del Congreso Constituyente.

## La revolución

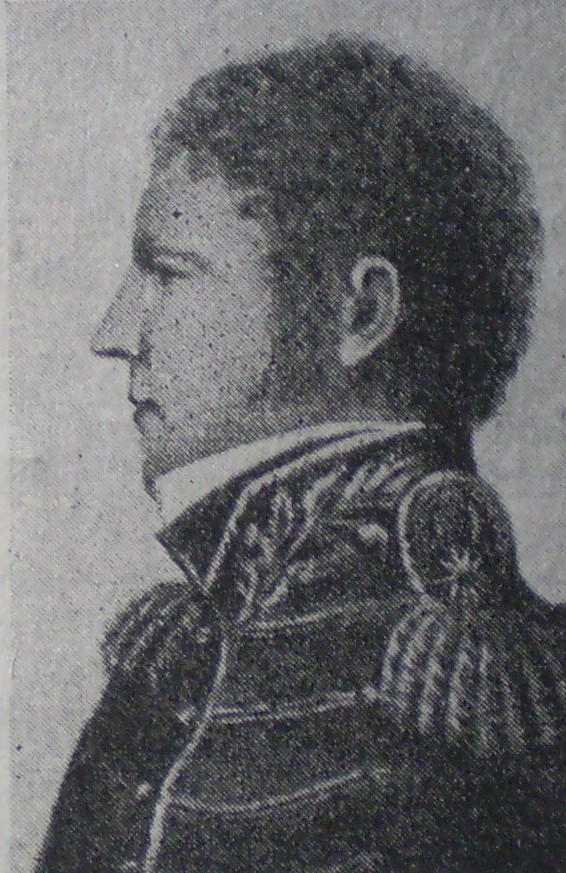
El general Manuel Pinto asumió como gobernador provisional tras la revolución del 11 de septiembre.

En la madrugada del 11 de septiembre, las tropas correntinas de Galán y la mayor parte de las fuerzas militares de la ciudad se presentaron en la Plaza de Mayo, dirigidas por el general José María Pirán, mientras el abogado Miguel Esteves Saguí llamaba a la población batiendo la campana del cabildo. Diversas partidas de milicianos recorrieron la ciudad, y los generales Benjamín Virasoro y Manuel Urdinarrain fueron arrestados en sus casas en la ciudad. No hubo mayores hechos de violencia, y el movimiento se desarrolló con nerviosismo, pero en paz.
Cerca del mediodía, mientras las tropas eran pagadas con un adelanto de varios meses de sueldo, además de una suma adicional, se reunió nuevamente la Sala de Representantes, que había sido disuelta por Urquiza, y eligió gobernador interino al general Pinto, quien nombró ministro de gobierno a Alsina y de guerra al general Pirán.
El general Galán, al frente de solamente algunas pocas fuerzas militares de Entre Ríos, se retiró primeramente a Santos Lugares, y posteriormente hacia el norte de la provincia, desde donde llamó a Urquiza, que se aprestaba a presidir el inicio de las sesiones del Congreso Constituyente.
Unos días más tarde, una ley provincial acordaba premios monetarios y ascensos en el escalafón a los militares implicados en la revolución.

## De septiembre a diciembre
Enterado de la situación en Buenos Aires, pero suponiendo que Galán se hallaba en Santos Lugares, Urquiza contramarchó hasta San Nicolás, al frente de un pequeño ejército de la provincia de Santa Fe. Pero al llegar a esa ciudad, se enteró de la retirada de Galán y del apoyo a la revolución de los jefes de las fuerzas de campaña, como los coroneles Hilario Lagos y Jerónimo Costa, que habían estado en la capital, lo mismo que los comandantes de la campaña del norte, José María Flores, del centro, Ramón Bustos, y del sur, Juan Francisco Olmos, que se pronunciaron a favor del nuevo gobernador, en consecuencia de lo cual detuvo su marcha y anunció que deploraba lo ocurrido, pero que, dado que la población estaba de acuerdo con el golpe, no pretendía imponer su voluntad sobre la voluntad del pueblo de Buenos Aires. Años más tarde, en una carta, explicó que había juzgado

"esa revolución el movimiento de un círculo, de una facción. Cuando, aproximándome, me apercibí de que el pueblo de Buenos Ayres aceptaba el movimiento y lo hacía suyo, suspendí la marcha y declaré que dejaba al pueblo de Buenos Ayres libre en el ejercicio de sus derechos y de buscar los medios de adherirse a la nacionalidad en la forma en que sus representantes legítimos lo encontrasen conveniente."

Mientras tanto, en Buenos Aires, durante una reunión en el Teatro Coliseo, Alsina se abrazaba públicamente con el jefe de los federales porteños, Lorenzo Torres, que había sido un exaltado partidario de Rosas. Era el comienzo de la reorganización de los partidos políticos, que permitiría reincorporar a la acción política a los políticos con pasado rosista. También muchos jefes  militares fueron reincorporados al ejército porteño, en un proceso que había comenzado varios meses antes.
Ese mismo día, el gobernador Pinto separó oficialmente la provincia de Buenos Aires –que desde entonces fue conocida como Estado de Buenos Aires– de la Confederación Argentina. La Sala de Representantes exigió a sus diputados al Congreso el regreso a Buenos Aires.
El 24 de septiembre, al saberse la noticia de que Urquiza había partido hacia Entre Ríos, el gobierno exigió la inmediata salida de la provincia de varias personas, entre ellas los coroneles Bustos y Lagos.
Pocos días después de la revolución, un comunicado oficial a las demás provincias anunciaba la intención de extender el movimiento al resto del país. Si bien no se anunciaba que se pretendiera hacerlo militarmente, sí se decía que estaba dispuesta a defenderlo "con la espada en la mano".
A principios de octubre, el general José María Paz, prohombre del partido unitario, fue enviado en misión pacífica a las provincias del interior, empezando por Córdoba, para explicar su posición a  sus gobiernos, pero el intento se frustró porque el gobernador de Santa Fe no le permitió atravesar su provincia y quedó como comandante del norte de la provincia de Buenos Aires, con sede en San Nicolás.

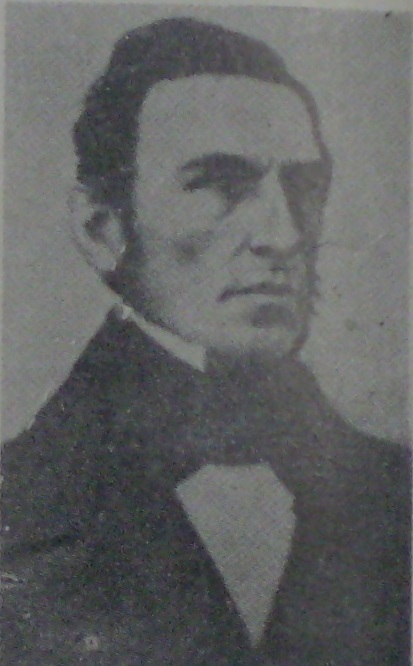
Valentín Alsina, gobernador de la provincia de Buenos Aires entre octubre y diciembre de 1852.

A fines de ese mismo mes, la Sala de Representantes eligió como gobernador titular a Valentín Alsina.
A mediados de noviembre, con la excusa de llevar de vuelta a su provincia a los soldados correntinos, una doble expedición al mando de los generales Manuel Hornos y Juan Madariaga invadió la provincia de Entre Ríos. Simultáneamente, Alsina ordenó al general Paz prepararse para invadir Santa Fe; pero el viejo general se negó a moverse. Falta de apoyo externo, la invasión a Entre Ríos fracasó completamente, atacada por las tropas que Urquiza pudo movilizar sin problemas, ya que el previsto avance sobre Santa Fe nunca se había producido y los restos del ejército invasor huyeron desorganizadamente hacia Corrientes, donde su gobernador Pujol, con cuyo apoyo contaban los porteños, los recibió, desarmó a sus jefes y los expulsó de su provincia. Desde entonces, Pujol fue un leal aliado de Urquiza, y los porteños no contaron en el interior con más que unos pocos gobiernos que no estaban en condiciones de prestar apoyo alguno por lo cual la estabilidad interna de la Confederación quedaba asegurada, aunque faltaba aun reincorporar a Buenos Aires.
El 20 de noviembre, tras la lectura de un discurso de Urquiza, que no se encontraba presente, el Congreso Constituyente dio por iniciadas sus sesiones sin la asistencia de los diputados porteños.

## Contrarrevolución y sitio de Buenos Aires

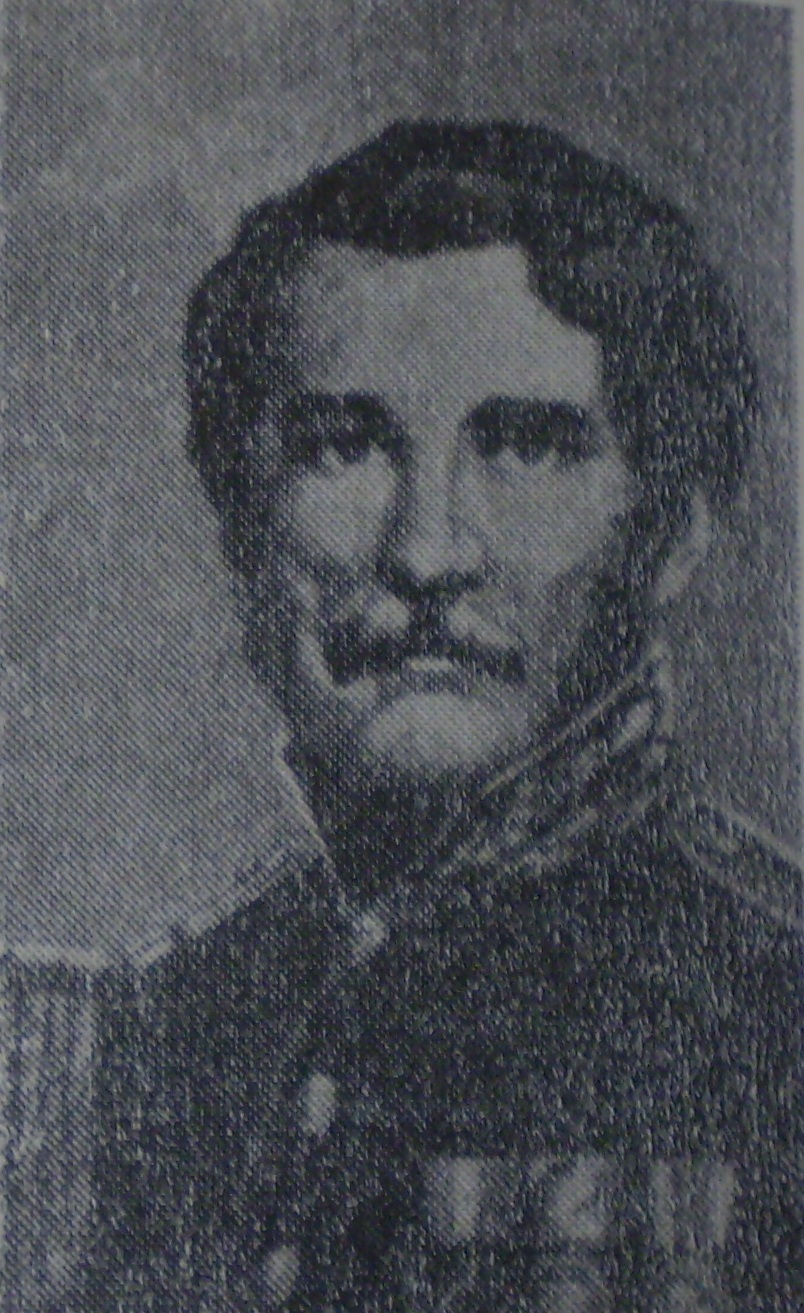
El general Hilario Lagos había sido uno de los organizadores de la Revolución, pero en diciembre dirigió la contrarrevolución y puso sitio a la ciudad de Buenos Aires.

El 1 de diciembre el coronel Hilario Lagos se puso al frente de las tropas de campaña y se pronunció contra el gobierno de Alsina en la Guardia de Luján, actual Mercedes. La mayor parte de los otros comandantes de campaña, como Costa, Bustos o Flores, se pronunciaron a favor de Lagos; básicamente, exigían la reincorporación de la provincia a la Confederación, y la renuncia de Alsina y su reemplazo por el general Flores.
El 6 de diciembre, Alsina presentó la renuncia y fue reemplazado por el general Pinto. Ese mismo día, las tropas de Lagos atacaron la ciudad sin poder apoderarse de ella por la rápida reacción de varios jefes decididos, sobre todo de Mitre. Dos días más tarde, Lagos estableció oficialmente el sitio de la ciudad de Buenos Aires.
Varios dirigentes que habían colaborado en la caída de Alsina, como Lorenzo Torres, se negaron a aceptar la autoridad de Flores o de Lagos ni, mucho menos, un acuerdo con Urquiza y, olvidando sus enfrentamientos internos, colaboraron en la defensa de la ciudad. A fines de diciembre el mismo Torres asumió el ministerio de gobierno.
Tres semanas más tarde, Urquiza envió tropas en apoyo de Lagos, que así reforzó el sitio pero sin lograr vencer con sus tropas casi exclusivamente de caballería la resistencia de la infantería porteña. Por otra parte, el gobierno de la ciudad envió a un prestigioso jefe de campaña, Pedro Rosas y Belgrano, a reunir las tropas que permanecían leales en el interior de la provincia. Fueron completamente derrotadas en la batalla de San Gregorio, el 22 de enero, en parte debido a que la escuadra de Urquiza bloqueó también la ciudad de Buenos Aires por el Río de la Plata unos días antes de la batalla.
Durante varios meses, la ciudad de Buenos Aires permaneció sitiada y bloqueada, pero su superioridad financiera la mantuvo a salvo de los ataques de los sitiadores. Un acuerdo firmado el 9 de marzo entre el gobierno de Buenos Aires y el Congreso Constituyente fijó las condiciones de la paz entre el Estado de Buenos Aires y la Confederación, pero tanto Urquiza como Lagos consideraron que sus condiciones eran negativas para la Confederación pues dejaba los ingresos de la Aduana en manos de Buenos Aires y le permitía elegir hasta 10 diputados, cediendo en su favor justamente en los dos puntos más discutidos entre Buenos Aires y las demás provincias. El tratado fue en definitiva rechazado, y Urquiza reforzó su apoyo militar al sitio, incorporándose personalmente al mismo.
El 1 de mayo, el Congreso sancionó la Constitución Nacional, que en los meses siguientes fue jurada por todas las provincias argentinas, incluso por la de Buenos Aires; la comunicación oficial de la sanción no fue enviada a la ciudad de Buenos Aires, sino al comandante militar y político del interior, general Lagos, quien reunió una legislatura elegida de apuro, que aprobó oficialmente la Constitución Nacional en tanto el gobierno de la ciudad la rechazó completamente.
A fines de abril, el general Urquiza había aprovechado la venalidad de los comandantes navales porteños para comprar su defección de la causa de Buenos Aires y bloquear por completo su puerto pero esa estrategia le jugó en contra porque el 20 de junio el comandante de la flota confederal, John Halstead Coe, se vendió por una enorme suma de dinero a los porteños, y les entregó casi toda la flota.
El fracaso del bloqueo causó un enorme desánimo en las tropas sitiadoras y, unos días después, el general Flores, que había abandonado el sitio, regresó al norte de la provincia con una enorme suma de dinero, con la que compró buena parte de las tropas de Lagos. El 12 de julio, Urquiza abandonó el sitio de Buenos Aires, seguido del propio general Lagos y parte de sus tropas.

## Consecuencias del fracaso del sitio
Desde entonces, el Estado de Buenos Aires –que sancionó una constitución en 1854– se mantuvo separado del resto del país. Sus dirigentes oscilaron entre oficializar la independencia nacional del Estado y la pretensión de que ellos representaban a toda la Nación.
La Confederación Argentina eligió su primer presidente al general Urquiza, que gobernó hasta 1860 con cierta estabilidad política, pero enfrentando serios problemas económicos, y resignando muchas de las funciones de gobierno en los gobiernos provinciales.
Los líderes exiliados intentaron repetidamente invadir Buenos Aires, pero fracasaron otras tantas veces; hasta que el general Jerónimo Costa fue vencido y fusilado sin juicio, junto con todos sus oficiales, a principios de 1856. Desde entonces reinó entre Buenos Aires y la Confederación una relativa paz que los porteños aprovecharon para aumentar su influencia en las provincias del interior, valiéndose de su indudable superioridad comercial y financiera.
La batalla de Cepeda, de 1859, obligó a Buenos Aires a aceptar la Constitución Nacional, pero esta no fue una solución definitiva, ya que la inestabilidad del gobierno de Santiago Derqui, que había sucedido a Urquiza en la presidencia, y el avance de partidarios de Buenos Aires en varias provincias del interior llevaron a un nuevo enfrentamiento en la batalla de Pavón en la cual la victoria de los porteños causó la disolución del gobierno de la Confederación, y la asunción temporaria del poder nacional por parte del gobernador de Buenos Aires Bartolomé Mitre. Durante este gobierno provisorio, las fuerzas de Mitre invadieron más de la mitad de las provincias del interior, y reemplazaron a sus gobiernos federales por otros unitarios. Las demás provincias se plegaron pacíficamente al vencedor.
Cuando Mitre asumió la presidencia de todo el país, en octubre de 1862, logró finalmente los objetivos que se habían propuesto él y los demás líderes de la revolución del 11 de septiembre de 1852: la organización constitucional del país bajo la preeminencia de los dirigentes, los intereses y las ideas políticas y económicas, de la clase dirigente de la provincia de Buenos Aires.